# Panzeria fissicarina
Panzeria fissicarina är en tvåvingeart som först beskrevs av Tothill 1921.  Panzeria fissicarina ingår i släktet Panzeria och familjen parasitflugor.
Artens utbredningsområde är Kalifornien. Inga underarter finns listade i Catalogue of Life.